# Gutsbezirk Münsingen
Gutsbezirk Münsingen är ett kommunfritt område i Landkreis Reutlingen i regionen Neckar-Alb i Regierungsbezirk Tübingen i förbundslandet Baden-Württemberg i Tyskland.